# Сліпці
«Сліпці» — історична поема українського письменника, філософа та поета Миколи Бажана, друкована в 1930 — 1931 роках у київському журналі «Життя і революція».

## Побудова
Поема є незавершеною, оскільки було надруковано лише два розділи. Перший розділ — у книжках 7 та 8-9 «Життя й революція» за 1930 рік. Другий розділ — у книжках 1-2 та 3-4 за 1931 рік. Бажан планував третій розділ, але цьому статись не судилось. Під тиском режиму поет починає прославляти у своїх творах радянську владу. Ідейна трансформація Бажана є однією з численних трагічних сторінок в історії української літератури.

## Проблематика
Поема не має логічно побудованого сюжету, оскільки для М. Бажана важливим було висловити власне бачення порушених проблем: митець і його місце у суспільстві, філософські питання сенсу життя, творчості, служіння народові. У цьому можна вбачати відгомін літературної дискусії 1925—1928, в якій М.Бажан поділяв позицію М. Хвильового. У поемі життя і творчість кобзаря є алегорією праці письменника. На формі цього твору виразно позначилися впливи естетики та поетики футуризму: автор (відповідно до назви) орієнтує читача на сприйняття передусім звукового образного ряду, нагромаджуючи ускладнені епітети та метафори, використовуючи маловживану лексику. Все це відбиває таку прикметну рису поезії М. Бажана, як внутрішня динаміка напруженої філософської думки.

## Забуття
За радянської влади поема була викреслена з літературознавчих досліджень. «Сліпці» не згадуються в «Історії української літератури», збірнику статей «Майстер карбованого слова» (1964), статті І.Драча «Будівничий» (останні надруковані до 60-річчя М.Бажана). Немає твору в бібліографічних показниках друкованих творів Миколи Платоновича. Ні слова про «Сліпців» у «Великій радянській енциклопедії», «Короткій літературній енциклопедії», «Українській радянській енциклопедії».
Проте «поемою історичною» зацікавились українські емігранти. Писали про «Сліпців» Юрій Лавріненко в «Розстріляному відродженні», С.  Николишин, Євген Маланюк.